# FC Sportfreunde Leipzig
Der FC Sportfreunde Leipzig war ein deutscher Sportverein aus Leipzig, der von 1900 bis 1945 existierte. Heimstätte der Sportfreunde war der Sportpark Connewitz. Größter Erfolg war das Erreichen vom Achtelfinale im DFB-Pokal 1939, damals Tschammerpokal genannt.

## Geschichte
Der FC Sportfreunde Leipzig wurde am 30. Juli 1900 gegründet und nahm anfangs kurzzeitig an der Meisterschaft des Verbandes Leipziger Ballspiel-Vereine teil. Mit der Auflösung des VLBV beteiligten sich die Sachsen in der Folgezeit an den Meisterschaften des Verbandes Mitteldeutscher Ballspiel-Vereine. In den Spielzeiten 1914/15, 1928/29 sowie 1930/31 gewannen die Sportfreunde die Meisterschaft der Gauliga Nordwestsachsen. In den damit verbundenen Qualifikationsspielen zur Mitteldeutschen Meisterschaft erreichten die Leipziger 1929 das Halbfinale, welches mit 1:7 gegen den Chemnitzer BC verloren ging. 1931 scheiterten die Sportfreunde bereits im Achtelfinale am FC Thüringen Weida. Größter Erfolg der Vereinsgeschichte war das Erreichen des Finales im Mitteldeutschen Pokal. Gegen die klar favorisierte SpVgg 1899 Leipzig unterlagen die Connewitzer mit 1:3.
Mit der Einführung der Gauliga Sachsen konnten die Sportfreunde nicht mehr an frühere sportliche Erfolge anknüpfen. Lediglich im Tschammerpokal 1939 erreichten die Sachsen über die NSTG Warnsdorf und 1. SC Göttingen 05 das Achtelfinale, in dem sie Blau-Weiß 90 Berlin deutlich mit 2:9 unterlagen. Davor hatten die Sportfreunde in Zwischen- und Hauptrunden bereits sechs Siege errungen. So u. a. gegen die Gauligisten Fortuna Leipzig 1:0. Von 1933 bis 1944 spielten die Sportfreunde in der zweitklassigen Fußball-Bezirksklasse Leipzig (ab 1940 1. Klasse Leipzig) und erreichten zumeist Mittelfeldplatzierungen. Im April 1942 musste der 1912 eröffnete Sportpark in Connewitz zur Erweiterung des Gaswerkes aufgegeben werden. Bis zum Kriegsende wurde auf dem Platz des SV Thalysia gespielt und eine neue Anlage in Dölitz geplant.
Die Feldhandball-Abteilung der Männer spielte ab 1933 in der erstklassigen Handball-Gauliga Sachsen und gewann diese 1934, 1935 und 1940. Verbunden mit dem Gaumeistertitel war die Qualifikation zur Deutschen Feldhandball-Meisterschaft, bei der Leipzig in allen drei Jahren das Halbfinale erreichte.
Nach dem Zweiten Weltkrieg wurde der Club 1945 aufgelöst und fand auch später keine Fortsetzung in anderen Strukturen. Ggf. hat die Platzproblematik dazu mit beigetragen.

## Erfolge
- Meister Fußball-Gauliga Nordwestsachsen: 1915, 1929, 1931
- Teilnahme Mitteldeutsche Fußballmeisterschaft: 1928/29, 1930/31
- Teilnahme Tschammerpokal: 1939 (Achtelfinale)
- Finalist Mitteldeutscher Fußballpokal: 1931
- Meister Handball-Gauliga Sachsen: 1934, 1935, 1940
- Teilnahme Deutschen Feldhandball-Meisterschaft: 1934, 1935, 1940

## Stadion

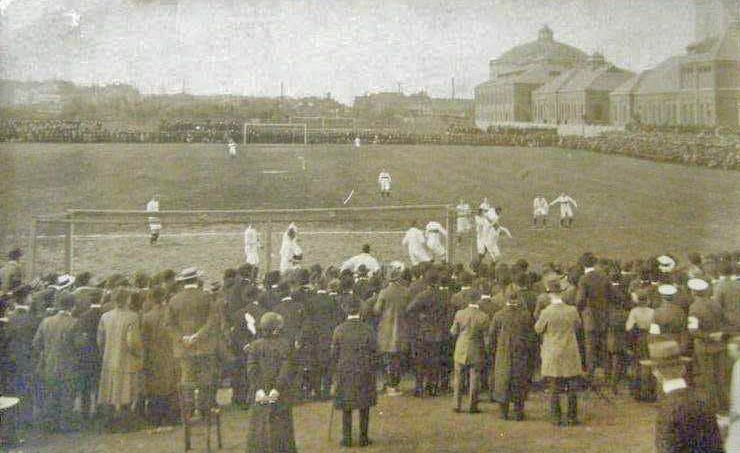
Sportpark Connewitz 1914

Der „Sportpark Connewitz“, auch „Sportfreunde-Platz“ und „Walter-Hempel-Spielfeld“ genannt, fasste bis zu 25.000 Zuschauer. Die Anlage wurde zu DDR-Zeiten abgerissen.
Das Stadion wurde aber nicht nur für Spiele der Sportfreunde genutzt: Wie in dieser Epoche üblich, wurden Ausscheidungsspiele um Mitteldeutsche oder auch um die Deutsche Meisterschaft in neutralen Stadien ausgespielt. So fand am 26. April 1914 das Endspiel um die Mitteldeutsche Meisterschaft zwischen der SpVgg Leipzig und dem VfB Leipzig vor 10.000 Zuschauern unweit des Connewitzer Kreuzes statt. Die Lindenauer gewannen mit 2:1 und erreichten im weiteren Verlauf das Viertelfinale um die Deutsche Meisterschaft 1913/14, in dem sie gegen den späteren Deutschen Meister SpVgg Fürth im Wacker Stadion Leipzig mit 1:2 ausschieden. Der VfB seinerseits kam bis ins Finale, in dem er auf dem Viktoria-Platz in Magdeburg gegen die schon erwähnten Fürther mit 2:3 nach Verlängerung verlor.
Am 20. März 1921 kam es im Bundespokal vor 15.000 Zuschauern zur Partie Mitteldeutschland – Westdeutschland, das die mitteldeutsche Auswahl mit 4:0 gewann:
| Paarung           | Mitteldeutschland – Westdeutschland |
| Ergebnis          | 4:0 (3:0) |
| Datum             | 20. März 1921 |
| Stadion           | Sportfreunde-Platz, Leipzig |
| Zuschauer         | 15.000 |
| Schiedsrichter    | Angelo Rossi (Stuttgart) |
| Tore              | 1:0 Pötzel (19.), 2:0 Förderer (26.), 3:0 Lorenz (38., Elfmeter), 4:0 Lorenz (48.,Elfmeter) |
| Mitteldeutschland | Fritz Dölling (Leipziger SV Eintracht 1904) – Alfred Denkewitz (SC Wacker Leipzig), Eduard Pendorf (VfB Leipzig) – Fritz Schmöller (SV Fortuna 1902 Leipzig), Koch (SV Brandenburg Dresden), Erich Jacob (SpVgg Leipzig) – Kurt Weißenborn (SV Fortuna 1902 Leipzig), Fritz Förderer (VfL Halle 1896), Pötzel (SuBC Plauen), Walter Lorenz (BV Olympia Leipzig), Richard Kühn (SpVgg Leipzig) |
| Westdeutschland   | August Göbler (CfR Köln) – Erich Hastrich (SuS Elberfeld), Erich Palm (Kölner BC) – Karl Flink (Kölner BC), Josef Schümmelfelder (Bonner FV), Erich Pohl (Kölner SC 1899) – Leo Fiederer (Duisburger SpV), Hermann Steinhauer (Kölner SC 1899), Georg Stollenwerk (Jugend Düren), Walter Risse (Düsseldorfer SC 99), Willi Quasten (TuRU Düsseldorf)                                          |

Am 26. April 1942 spielte der FC Sportfreunde Leipzig in einem Pokalspiel gegen Chemie Vorgänger TuRa Leipzig 1899 letztmals in Connewitz. Das Stadion wurde inzwischen „Walter-Hempel-Spielfeld“ genannt und fiel danach einer Erweiterung des Gaswerks zum Opfer. Die Sportfreunde fanden auf der Anlage des SV Thalysia, unweit des Bruno-Plache-Stadion in der Probstheidaer Straße eine temporäre Zuflucht. Die neue Anlage sollte an der Leinestraße in Dölitz gebaut werden, stattdessen wurde der Verein enteignet und aufgelöst und die geplante Anlage nie errichtet.

## Personen
- Walter Hempel, 11-facher deutscher Fußballnationalspieler, spielte von 1908 bis 1912 beim FC Sportfreunde
- Camillo Ugi, 15-facher deutscher Fußballnationalspieler, spielte 1918/19 für den FC Sportfreunde
- Max Grafe, internationaler Fußballschiedsrichter und Mitglied beim FC Sportfreunde; leitete u. a. das Endspiel um die Deutsche Meisterschaft 1910.
- Kurt Dossin, Olympiasieger 1936 (Gold) sowie dreifacher Deutscher Meister im Feldhandball, begann seine sportliche Karriere beim FC Sportfreunde.